# Complexo Militar de Katterbach
O Complexo Militar de Katterbach, oficialmente conhecido por Katterbach Kaserne, é uma instalação militar do Exército dos Estados Unidos na Alemanha, localizado na vila de Katterbach.
É a casa do 12th Combat Aviation Brigade e do Det. 5, 7th Weather Squadron.
O complexo tem uma série de infraestruturas de apoio aos militares, como por exemplo bairros habitacionais, duas escolas, um ciclo,  dois bancos, supermercado, ginásio, entre outros.

## Inícios
Construído como uma base aérea em 1935 para servir a Luftwaffe, foi baptizado como Fliegerhorst Ansbach, e a sua construção terminou em 1938. Inicialmente uma base aérea de bombardeiros, a sua primeira unidade, a Kampfgeschwader 155 (KG 155), operava aeronaves He 111. Mais tarde, com a mudança das prioridades da Alemanha, a base passou também a ser usada por caças para a defesa do Reich.

## Pós guerra
Em Abril de 1945, foi capturado pelo Exército dos Estados Unidos e, até 1947, foi usado pela USAF. Depois de 1946, tem sido usado pelo exército norte-americano e é também uma base NATO.